# Val de Loire
Le Val de Loire est une région naturelle française correspondant à la partie de la vallée de la Loire située, d'amont en aval, dans les départements du Loiret, de Loir-et-Cher, d'Indre-et-Loire et de Maine-et-Loire. Elle se compose du Val de Loire orléanais, du Blésois, du Val de Loire tourangeau, du Saumurois et du Val d'Anjou.
Situé sur le territoire des anciennes provinces de l'Orléanais, de la Touraine et de l'Anjou, ses villes historiques comprennent, d'amont en aval, Orléans, Blois, Amboise, Tours, Chinon, Montsoreau, Saumur et Angers. Le Val de Loire héberge la plupart des châteaux reconnus sous l'appellation de Châteaux de la Loire ainsi que plusieurs vignobles.
Le territoire du Val de Loire situé entre Sully-sur-Loire et Chalonnes-sur-Loire est inscrit depuis l'an 2000 sur la liste du patrimoine mondial de l’UNESCO comme paysage culturel vivant. Façonné par des siècles d'interactions entre le fleuve, les terres qu’il irrigue et les populations qui s’y sont établies tout au long de l’histoire, le val de Loire est exceptionnel pour sa faune, sa flore ainsi que son patrimoine architectural. Il constitue également un site du réseau Natura 2000.

## Géographie
Le Val de Loire traverse deux régions, le Centre-Val de Loire et les Pays de la Loire, et quatre départements, le Loiret, le Loir-et-Cher, l’Indre-et-Loire et le Maine-et-Loire. Cette région naturelle, aux contours flous, chevauche ou précède en amont la région naturelle de la Basse-Loire.
D'un point de vue hydrographique, le Val de Loire est à cheval sur les bassins de la Loire moyenne et de la Loire inférieure (à partir du bec de Vienne).
Le fleuve, orienté après Sully-sur-Loire dans la direction ouest - nord-ouest, s’incurve à Orléans pour prendre la direction ouest - sud-ouest. Il y reçoit de nombreux affluents, principalement en rive gauche, les trois plus importants étant respectivement la Vienne, la Maine (en rive droite) et le Cher.

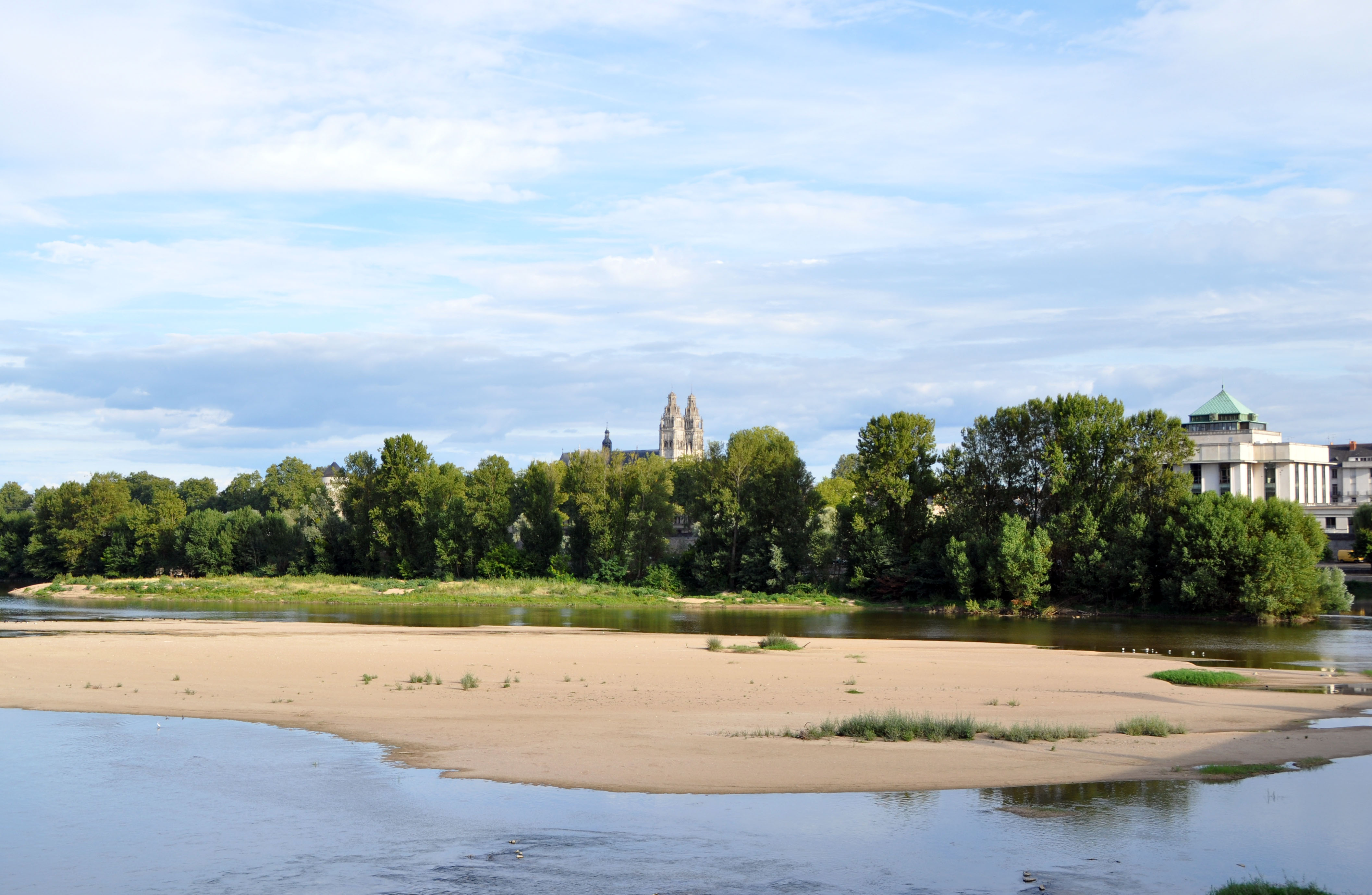
Banc de sable sur la Loire à Tours, durant l'été 2013.

Entre Blois et Angers, la vallée est souvent bordée de petites falaises de tuffeau et de calcaire. De nombreux îlots et bancs de sable ou de gravier parsèment le cours du fleuve, dont la profondeur et la largeur varient considérablement d’une saison à l’autre et d’une année à l’autre.
Les crues de la Loire ont généralement lieu en hiver et, grâce à la présence de digues (levées) sur la plus grande partie de son cours, sont le plus souvent sans conséquences graves. La vallée a cependant connu dans son histoire des inondations importantes, parfois catastrophiques, en toutes saisons. Les crues les plus importantes mesurées ont eu lieu en septembre 1866, juin 1856 et octobre 1846. Leur trace est conservée de place en place grâce à des indications de hauteur et d’année sur les digues ou les bâtiments (ce sont les échelles de crue).
En descendant le cours du fleuve, on rencontre les villes d’Orléans, Blois, Amboise, Tours, Saumur, Montsoreau et Angers (un peu à l’écart du fleuve, sur la Maine), mais également de nombreux bourgs et villages, ainsi que certains des châteaux de la Loire, notamment ceux de Sully-sur-Loire, Blois, Chaumont-sur-Loire, Amboise, Montsoreau, Saumur, d’autres étant situés à l’écart du fleuve, souvent près d’un de ses affluents, comme Chambord près du Cosson, Chenonceau sur le Cher, Azay-le-Rideau sur l'Indre ou Chinon dans la vallée de la Vienne.

## Histoire

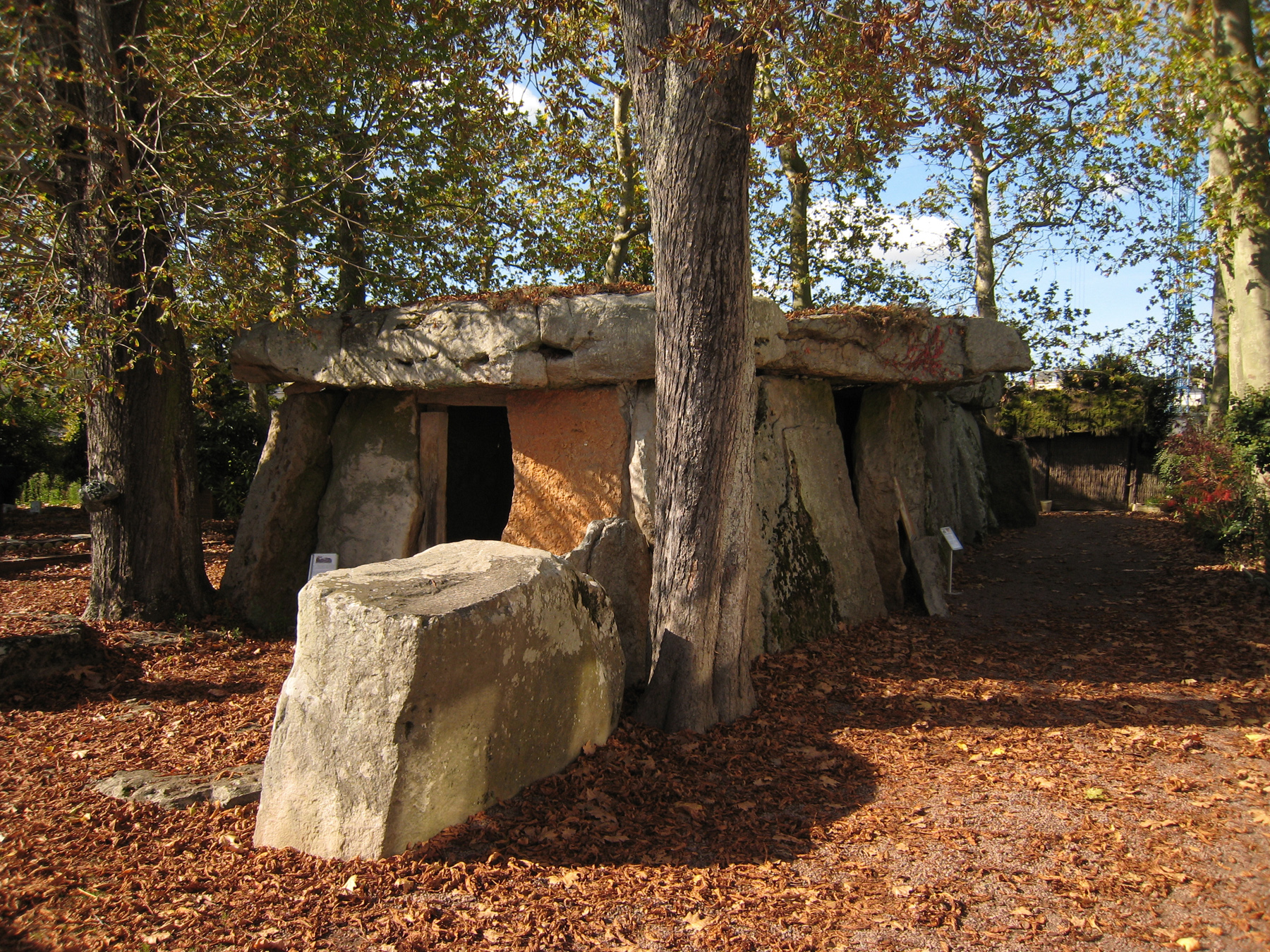
Le dolmen de Bagneux (v. 3000 av. J.-C.), près de Saumur.

Dès le paléolithique, les hommes se sont installés sur les berges de la Loire et des nombreuses rivières de la région. À partir de 10000 jusque vers 4000 av. J.-C., les populations originelles de chasseurs-cueilleurs se transforment progressivement en populations totalement sédentaires d’agriculteurs-éleveurs. Cette transformation est la conséquence, à la fois de l'abandon du nomadisme par les populations locales, puis de l'arrivée de populations d'agriculteurs venues du Proche-Orient.
Les communautés se regroupent ensuite en sociétés structurées, pour aboutir à l'organisation territoriale des peuples gaulois autour de leurs cités. Au IVe siècle av. J.-C., le pays des Carnutes, à l’emplacement de l’ancienne province de l'Orléanais et du Chartrain, est considéré par Jules César comme le centre de la Gaule. C'est également là que se serait tenu l’assemblée annuelle des druides. Bien avant la conquête romaine, les sites de toutes les villes importantes actuelles existent déjà.

À l’exception des tentatives de soulèvement des Carnutes et des Andécaves, Jules César ne rencontre que peu de résistance dans la région lors de sa conquête. Les Gaulois adoptent rapidement le mode de vie romain, surtout dans les villes déjà existantes (Orléans, Tours, Angers), autour du forum, du théâtre et des thermes. La période gallo-romaine voit un développement important de la production et du commerce.

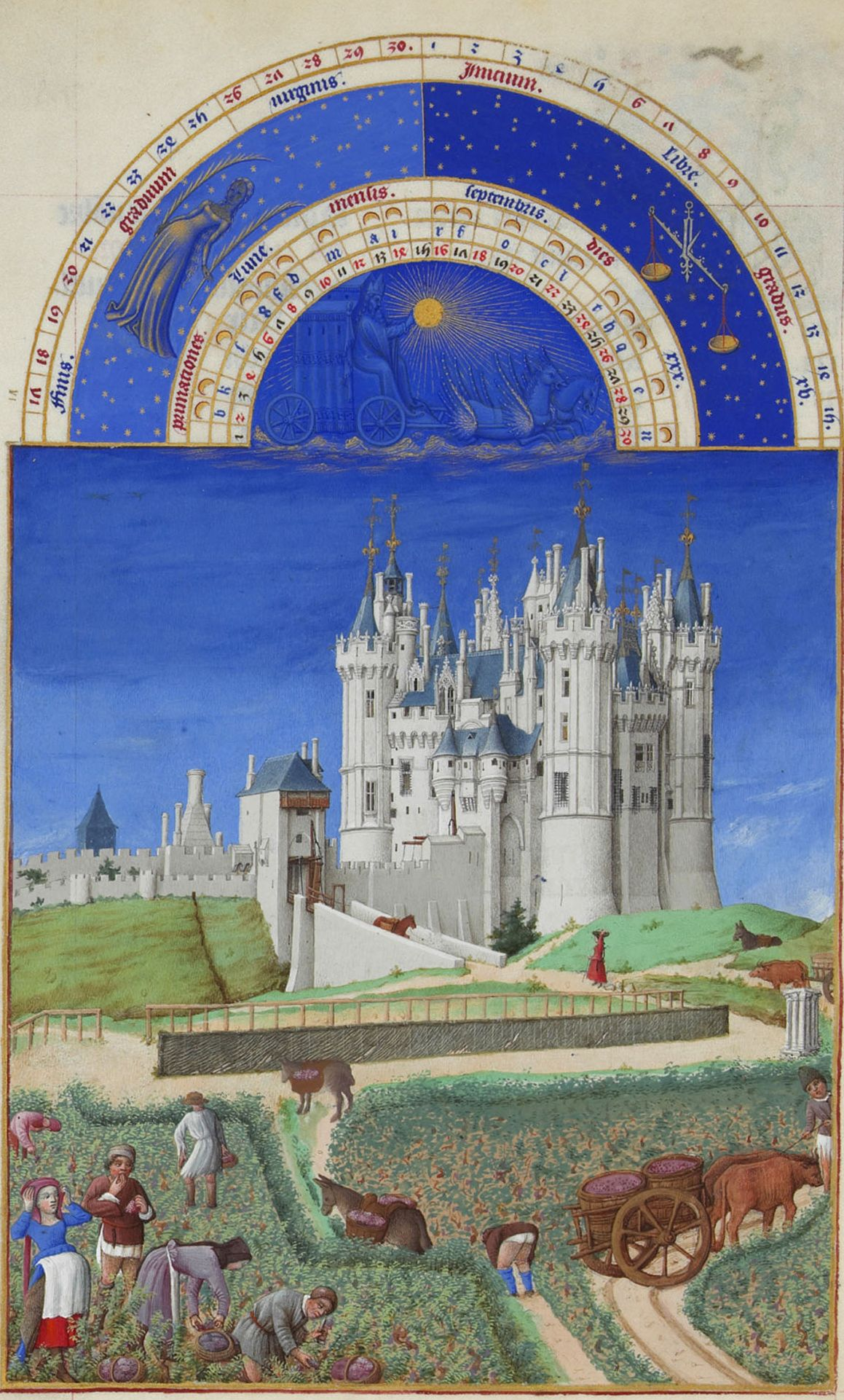
Château de Saumur, miniature, Les Très Riches Heures du duc de Berry, vers 1440, musée Condé, Ms.65, f.9v.

Le christianisme se développe à partir du IVe siècle sous l’impulsion des évêques de Tours, Orléans et Angers. Martin de Tours, un des pères de l’Église, évêque de 371 jusqu’à sa mort en 397, est l’un des artisans les plus actifs de l’évangélisation. Des monastères sont fondés, comme ceux de Fleury (le futur Saint-Benoît) et de Marmoutier. Sous la dynastie carolingienne, deux proches de Charlemagne, Alcuin et Théodulphe, créent des écoles monastiques qui ont une grande influence culturelle. Les invasions « barbares » n’épargnent pas le Val de Loire. Les Sarrasins, n’ayant pu franchir la Loire, sont repoussés au VIIIe siècle par Charles Martel. Les Vikings, en revanche, dès le milieu du IXe siècle, remontent le fleuve avec leurs drakkars et pillent les villes et les abbayes de la vallée.
Au Moyen Âge, le Val de Loire est le théâtre de luttes quasiment continuelles du Xe au XVe siècle. Elles concernent d’abord la succession à la couronne d'Angleterre, puis la lutte entre Capétiens et Plantagenêts pour la possession du royaume de France. Le dernier chapitre de ces luttes, la guerre de Cent Ans (1340-1453), est marqué par les faits d’armes de Jeanne d'Arc, qui délivre notamment Orléans le 8 mai 1429, libération dont la ville célèbre chaque anniversaire depuis l’an 1430, lors de ses fêtes johanniques. La fin de la guerre dit de cent ans en 1450, marque le début d'une nouvelle ère pour le val de Loire, Charles VII et Louis XI ordonnant ou permettant la construction de ce qui sera appelé par la suite les Châteaux de la Loire.
La Renaissance voit l’apogée du rôle du Val de Loire au sein du royaume de France. De Charles VII et Louis XI, qui font de Tours la capitale, jusqu’à Henri IV qui la ramène à Paris en 1594, le centre du pouvoir demeure dans la région. Les Valois, qui découvrent en Italie une nouvelle esthétique et un nouvel art de vivre, n’ont de cesse de les transposer dans le Val de Loire, en y faisant venir de nombreux artistes et artisans italiens, dont le plus célèbre d’entre eux, Léonard de Vinci. Ainsi naît ce qui sera appelé plus tard la première Renaissance française, au cours de laquelle sont rénovés les châteaux royaux d’Amboise et de Blois, ou construits, par le roi lui-même ou des grands seigneurs, des « châteaux de cour » destinés au plaisir, comme celui de Chambord par François Ier, ou celui de Montsoreau par Jean II de Chambes.

Province de l'Anjou au XVIIIe siècle.
Province de la Touraine au XVIIIe siècle.
Province de l'Orléanais au XVIIIe siècle.

Aux XVIIe et XVIIIe siècles, la région voit s’accroître son rôle d’axe de communication grâce à la création de canaux (de Briare et d’Orléans), ce qui constitue une période faste pour la marine de Loire. La Révolution n’entraîne pas de graves troubles dans la région et est globalement bien acceptée, à l’exception notable de la rébellion des paysans des Mauges au sud de l’Anjou.
Au XIXe siècle, l’apparition du chemin de fer introduit des changements radicaux dans le paysage ligérien, en faisant disparaître la navigation sur le fleuve, ainsi que l’activité des ports de Loire.

## Politique

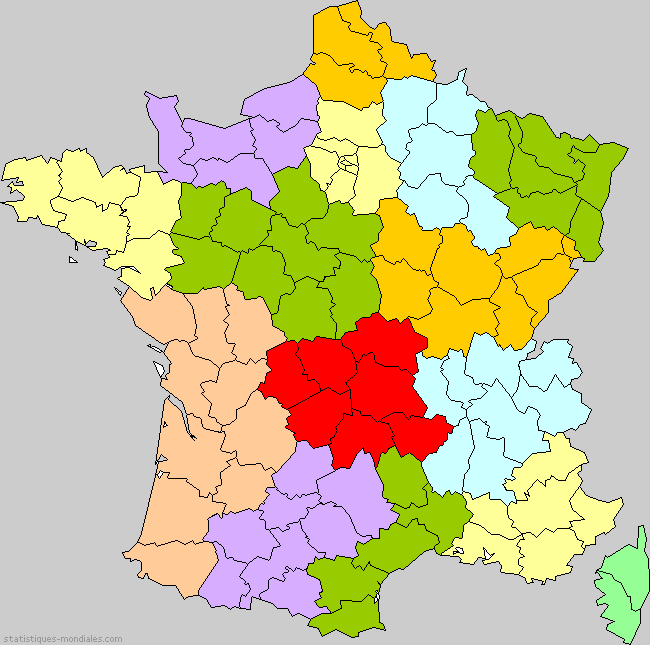
Proposition de réforme des régions par le comité Balladur avec la région Val de Loire (en vert) en 2010.

Cette région naturelle ne possède pas de statut administratif puisque partagée entre les régions françaises du Centre-Val de Loire et des Pays de la Loire.
En 1990, les élus régionaux de ce qui n'était alors que la région « Centre » ambitionnent d'adopter le nom du Val de Loire afin de rendre plus évocateur, en France comme à l'étranger, le nom de leur territoire. Quatre propositions sont faites : « Val de France », « Val de Loire », « Cœur de France » et « Centre-Val-de-Loire ». À l'automne 1994, les élus votent pour le nom « Centre-Val-de-Loire », mais ils se heurtent à la loi, qui indique que pour changer de nom, une région doit recevoir l'accord des autres régions. Le président des Pays de la Loire exige la protection du label « Loire » : l’opposition de cette région voisine interdit alors toute modification. En 2014, à la faveur de la réforme territoriale, la région Centre est autorisée à devenir la région Centre-Val de Loire, appellation effective dès le 17 janvier 2015.
Le nom Val de Loire est également souvent utilisé pour donner de la visibilité à cet espace géographique. Ainsi, les universités d'Orléans et de Tours se réunissent pour créer un pôle de recherche et d'enseignement supérieur ou PRES Centre - Val de Loire Université.

## Culture
Les paysages du Val de Loire, caractérisés par la combinaison harmonieuse des eaux du fleuve et de la végétation de la forêt, ont depuis longtemps inspiré les artistes. Parmi leurs premières représentations littéraires, les poésies de Charles d’Orléans et les œuvres de François Rabelais sont les plus célèbres.
À l’époque de la Renaissance, ces paysages font l’objet de représentations littéraires, picturales et jardinières qui les érigent en modèles esthétiques. Grâce à la rencontre dans le Val de Loire des cultures italienne, flamande et française, un modèle paysager jardiné voit le jour autour de la Loire. L’extension du jardin et de ses techniques de culture au territoire entre fleuve et forêt trouve l'une de ses expressions la plus forte en Touraine. Cette région, très tôt célébrée comme le « Jardin de la France », a souvent servi de modèle à l’ensemble du territoire national, dont l’aspect jardiné est considéré par beaucoup comme caractéristique de la France.
Les poètes de la Renaissance, comme Pierre de Ronsard ou Joachim du Bellay célèbrent les beautés des paysages, qu’ils jugeaient aussi remarquables, sinon plus, que ceux de la région de Rome, où séjourna Du Bellay. Après la Renaissance, les paysages ligériens continuent à être célébrés par de nombreux écrivains, comme Jean de La Fontaine ou la marquise de Sévigné au XVIIe siècle, et, au XIXe siècle, par Alexandre Dumas, Alfred de Vigny, Gustave Flaubert, Honoré de Balzac, Charles Baudelaire ou même Victor Hugo, dont la sensibilité romantique s’harmonise au romantisme des paysages de Loire.
Les représentations picturales n’apparaissent que plus tardivement. La Loire ne se laisse en effet pas représenter aisément. Selon René Bazin, cette difficulté provient des trop vastes dimensions de sa vallée, et de sa lumière « fine, voilée, que ne relève aucune ombre forte, aucun contraste ». Plutôt que de la montrer dans toute son ampleur, les peintres et graveurs ont largement représenté ses ponts, ses quais et les « fronts de Loire » de ses villages et de ses villes. L’une des plus remarquables séries de tableaux sur le Val de Loire est sans conteste celle réalisée par le peintre anglais Joseph Mallord William Turner lors de son voyage entre Nantes et Orléans en 1826, qui a su inventer des points de vue originaux et utiliser les transparences de l’aquarelle pour suggérer la finesse de la lumière.

### Patrimoine

Château de Chambord.

Le Val de Loire possède un riche patrimoine constitué de monuments et sites prestigieux. Parmi ceux-ci, de nombreux châteaux, Renaissance pour la plupart, tels que les châteaux de Chambord, d'Amboise, de Chenonceau, de Blois, de Chaumont-sur-Loire, de Villandry, d'Azay-le-Rideau, de Sully-sur-Loire ; des abbayes telles que l'abbaye royale de Fontevraud, l'abbaye de Saint-Benoît-sur-Loire ou celle de Marmoutier ; des ensembles médiévaux, notamment les centres historiques de Chinon, du Vieux-Tours, d'Angers ou la cathédrale Sainte-Croix d'Orléans.
Depuis peu, le patrimoine fluvial ligérien fait l'objet de préservation, voire de reconstitution comme le scute Dame Périnelle de Savonnières ou le chaland La Fillonnerie de Lignières-de-Touraine. De nombreux bateaux traditionnels, toues, chalands et fûtreaux participent ainsi, grâce à quelques associations, à des manifestations pédagogiques et touristiques telles que le Festival de Loire à Orléans. Depuis 2025, les savoirs nautiques ligériens sont inclus au patrimoine culturel immatériel de la France.

### Patrimoine mondial
En 2000, le Val de Loire entre Sully-sur-Loire et Chalonnes-sur-Loire a été inscrit sur la liste du Patrimoine mondial de l'Unesco. Cette inscription a fait suite à celle du Château de Chambord, qui était inscrit depuis 1981 et intègre désormais le nouveau Bien. Une modification mineure en 2017 a permis d'intégrer le château de Chenonceau. En 2024, la France tente, sans succès, d'étendre le périmètre au centre-ville historique d'Angers. Le périmètre du bien intègre les lits majeurs et mineurs du fleuve, ainsi que les villes et villages historiques des bords de Loire. Il intègre également certains sites éloignés de la Loire, tel que Chambord et Chinon, lorsque leur histoire est liés à celle du Val de Loire. En revanche il exclu la centrale nucléaire de Chinon et la centrale nucléaire de Saint-Laurent-des-Eaux. Au-delà du paysage du plus long fleuve de France, le Bien est particulièrement célèbre pour les châteaux de la Loire de la Renaissance. 
Le bien inclus notamment les villes historique de : Orléans, Blois, Tours, Saumur. Les châteaux inscrits sont notamment : Sully-sur-Loire, Châteauneuf-sur-Loire, Beaugency, Chambord, Blois, Chaumont-sur-Loire, Amboise, Clos-Lucé, Chenonceau, Azay-le-Rideau, Chinon, Saumur. Le Bien inclus également des édifices religieux tels que : l'abbaye de Fleury, la cathédrale Sainte-Croix d'Orléans, la cathédrale Saint-Louis de Blois, la Cathédrale Saint-Gatien de Tours, l'abbaye de Fontevraud.

### Art contemporain

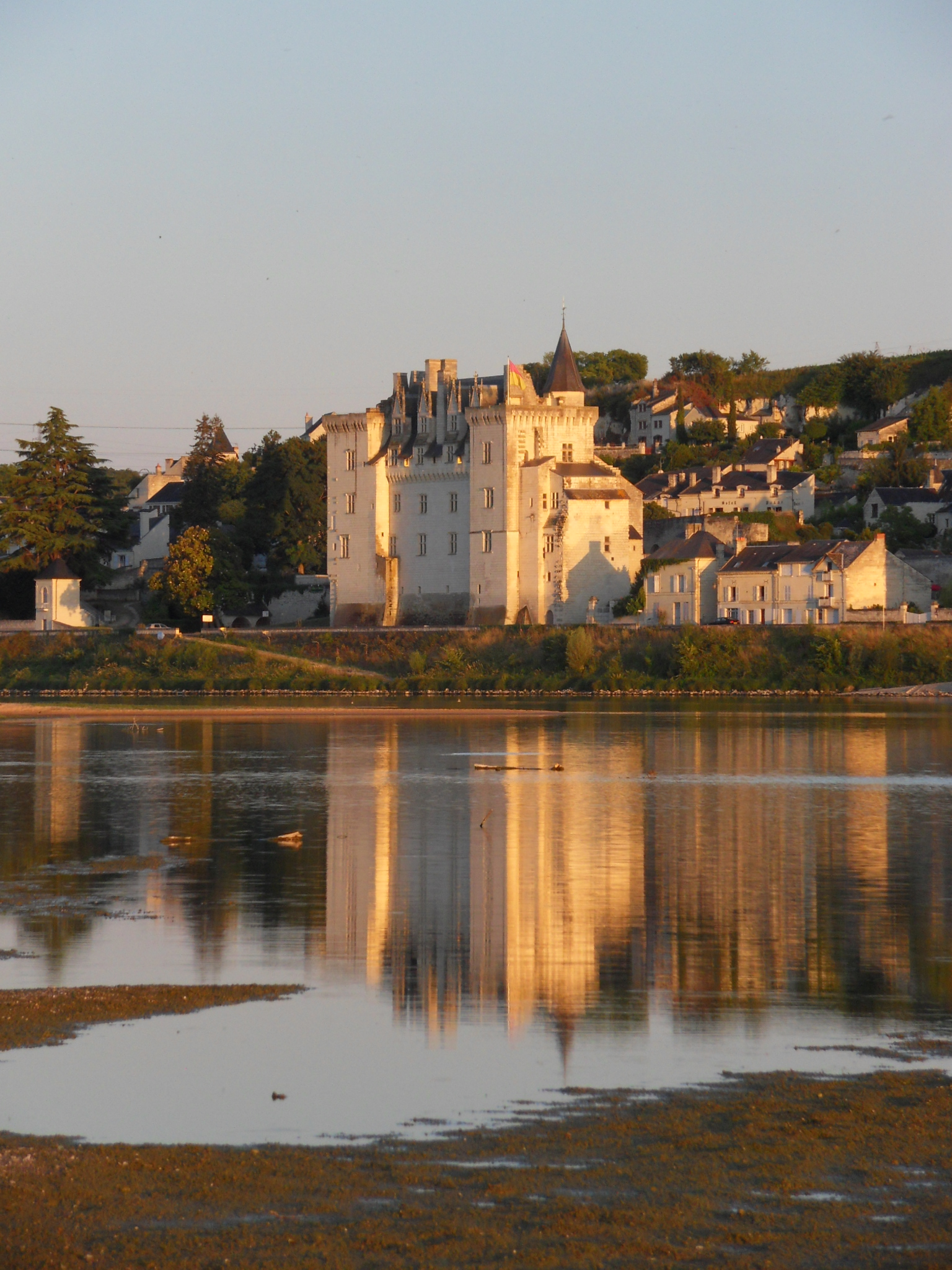
Château de Montsoreau - musée d'art contemporain.

Depuis 2016 et la reconversion du château de Montsoreau en château de Montsoreau - musée d'Art contemporain, un axe de développement touristique et culturel semble se dessiner autour de l'art contemporain. Le Val de Loire enrichit ainsi son offre en 2017 avec l'ouverture du CCCOD à Tours. Il célèbre cette même année les 40 ans du Centre Pompidou, avec des institutions telles que le Château de Chambord. Parallèlement, l'abbaye de Fontevraud annonce l'ouverture d'un musée d'art moderne en 2019.

### Gastronomie

#### Vignoble

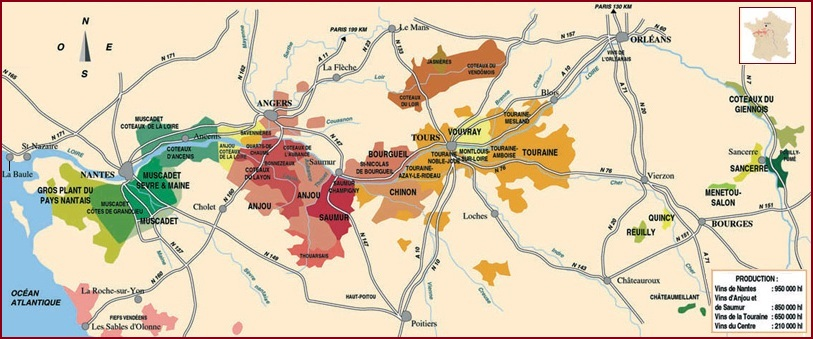
Les régions viticoles du Val de Loire.

La vigne et le vin, déjà présents dans la région à l’époque gallo-romaine, représentent un véritable modèle historique et culturel, et sont partie intégrante de la culture du « bien vivre » qui s’est développée dans le Val de Loire. Comme pratiquement tous les vignobles du monde, les vignobles de la Loire eurent à souffrir de la crise du phylloxéra, qui les détruisit en grande partie à la fin du XIXe siècle. Depuis, tous les pieds de vigne sont des pieds américains, résistants au phylloxéra et sur lesquels ont été greffés les anciens cépages.
On trouve dans le Val de Loire divers terroirs qui, par la nature des sols, des reliefs et des orientations, produisent des vins qui, bien qu’issus des mêmes cépages, sont d’une grande variété, mais ont cependant en commun une personnalité marquée par la fraîcheur, la vivacité et l’élégance. Ils sont connus sous leur « Appellation d’origine contrôlée » (AOC), qui les distingue par l’association unique d’un territoire, d’un ou de plusieurs cépages et d’un savoir-faire.
Les vignobles les plus importants de la région sont ceux d’Anjou, de Saumur, de l'Orléanais et de Touraine. Parmi les cépages dont sont issus les vins du Val de Loire, les plus fréquemment cultivés sont le Chenin, le Cabernet et le Gamay en Anjou, Saumur et Touraine, ainsi que le Sauvignon et le Pinot noir en Touraine. Les vins d’Anjou, de Saumur, de l'Orléanais et de Touraine regroupent 51 appellations, de vins blancs, rosés et rouges, pour certains (rosés et surtout blancs) effervescents.

## Environnement, flore et faune
La grande variété des biotopes du fleuve et de ses rives : berges et bancs sableux, îlots de gravier recouverts de végétation, berges boisées inondables, digues de protection, terrasses du lit majeur, forêts, accueillent une grande variété d’habitats naturels, dont profitent une flore et une faune riches et abondantes.

### Flore

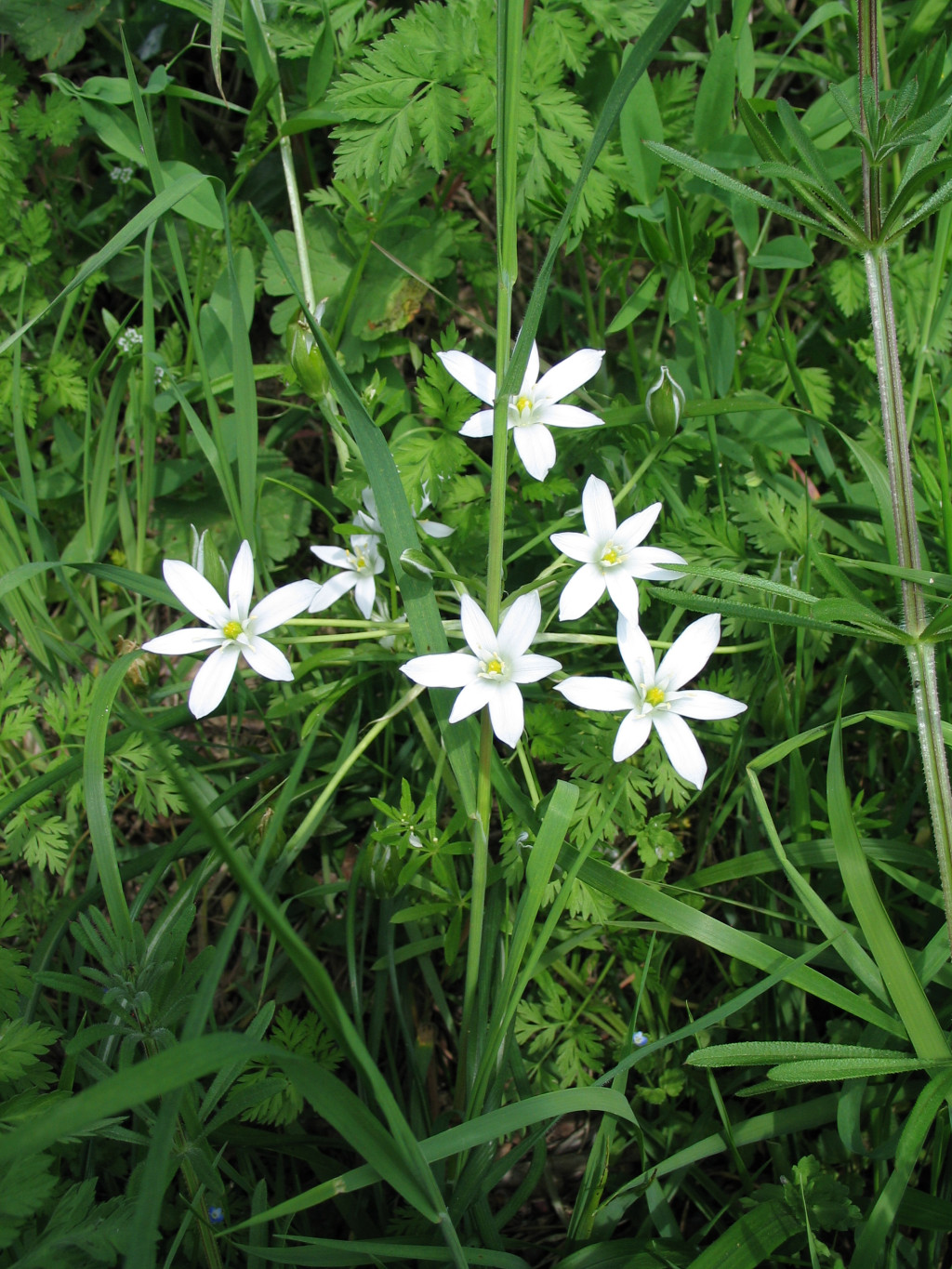
Dame d'onze heures ou ornithogale en ombelle (Ornithogalum umbellatum).

Dans la réserve naturelle nationale de Saint-Mesmin, située à 4 km en aval d’Orléans, on a recensé 558 espèces de plantes supérieures dont 3 protégées au niveau national (pulicaire vulgaire, gagée des prés, tulipe sauvage) et 5 au niveau régional (limoselle aquatique, pigamon jaune, corydale à bulbe plein, laîche de Loire, scille d'automne). On compte également 37 espèces de bryophytes et 325 espèces de champignons.
Dans les zones à faible courant proches des rives, on peut observer diverses plantes flottantes ou immergées, comme les renoncules aquatiques, les potamots ou des jussies, espèces de plantes exotiques envahissantes. Dans les zones d’eaux stagnantes, on retrouve le même type de végétation que dans les étangs, notamment les lentilles d’eau.
Après les hautes eaux d’hiver et de printemps, les étiages d’été laissent apparaître de larges étendues de sable et de vase que colonisent des plantes annuelles, d’abord les minuscules souchets, la véronique voyageuse ou la renoncule scélérate, puis la corrigiole des rives, les bidens ou la pulicaire vulgaire.
Sur les terrasses alluviales plus élevées, moins fréquemment recouvertes par les eaux du fleuve, se développe une végétation très variée qui dépend de la nature des alluvions. Selon les cas, on peut trouver une végétation rase formée de petites plantes grasses (sedums), de graminées pionnières comme les corynéphores, ou bien, sur les sols les plus riches, des prairies dominées par des graminées comme la folle avoine ou le pâturin des prés, et d’espèces qui vont se succéder au fil des saisons, dame d'onze heures au printemps, puis sauge des prés, et campanule en été.
Si l’homme ou les crues ne les empêchent pas de se développer, ce sont les arbres et les arbustes qui s’installent ensuite : saules arbustifs dans les zones les plus basses (saule à trois étamines, saule pourpre, saule des vanniers), peuplier noir et grands saules (saule blanc et saule fragile) dans les zones plus élevées, moins soumises aux crues, puis enfin la forêt de frênes, de chênes et d’ormes.

### Faune

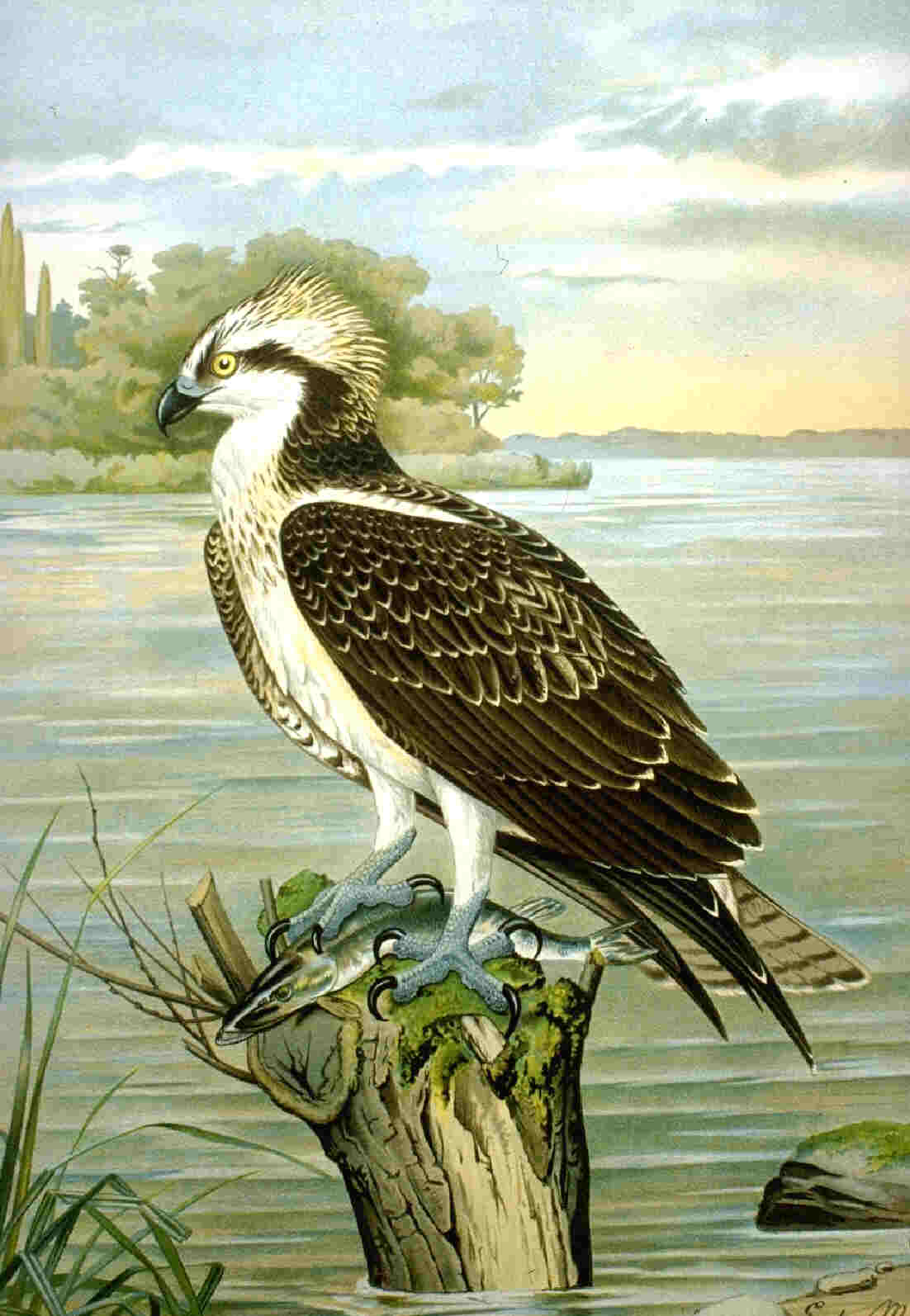
Balbuzard pêcheur (Pandion haliaetus).

Dans la réserve naturelle nationale de Saint-Mesmin, on a recensé 294 espèces de vertébrés et 535 d’invertébrés. Parmi les vertébrés, on dénombre 29 poissons (chabot, bouvière, saumon atlantique, grande alose, alose feinte, anguille, loche franche, épinochette…), 4 amphibiens (comme la grenouille agile), 7 reptiles (lézard des murailles, lézard des souches…), 226 oiseaux parmi lesquels 65 nicheurs (petit gravelot, rousserolle effarvatte, phragmite des joncs, martin-pêcheur d’Europe, bouscarle de Cetti…), 190 de passage (chevalier guignette, bruant des roseaux, balbuzard pêcheur…) et 103 hivernants (comme le grand cormoran), 29 espèces de mammifères dont le castor d’Europe et 13 espèces de chauves-souris.
Les îles et les berges sableuses, pauvres en végétation, sont le lieu d’élection des sternes (sterne naine et sterne pierregarin), du petit gravelot et du chevalier guignette. Quant aux îles végétalisées, elles sont souvent colonisées par les espèces grégaires comme la mouette rieuse, la mouette mélanocéphale ou le goéland leucophée. L’île aux Oiseaux entre Bou et Sandillon, en amont d’Orléans, en est un exemple spectaculaire.
L’abondance des poissons attire quelques espèces strictement piscivores, la plus emblématique étant le balbuzard pêcheur, qui ne nichait plus en France continentale depuis le début du XXe siècle. À partir de 1985, année où un premier couple a installé son nid sur un pin sylvestre dans la forêt d'Orléans, la population a progressé pour atteindre 21 couples en 2004. L’autre espèce piscivore importante, le grand cormoran, fréquente surtout la Loire en saison hivernale. Espèce rare sur la Loire avant 1975, sa population est en augmentation constante depuis, atteignant désormais plusieurs milliers d’individus.
Les mammifères semi-aquatiques sont aussi présents sur la Loire. Certaines espèces ont été introduites par l’homme, comme le ragondin, originaire d’Amérique du Sud, ou le rat musqué, d’Amérique du Nord. Les espèces autochtones sont le castor et la loutre d’Europe ; toutes deux, rares et vulnérables, sont protégées par la loi. Les populations de loutres commencent cependant à se reconstituer progressivement, à partir des cours supérieurs de la Loire et de l’Allier.

### Radiosurveillance
Trois centrales nucléaires sont installées dans le Val de Loire : Dampierre, Saint-Laurent-des-Eaux et Chinon. La région a fait l'objet d'un bilan territorial (période 2008 - 2010) par l'IRSN pour le territoire s'étendant de l’amont de Belleville-sur-Loire à l’aval de Chinon, afin de mesurer les taux de radioactivité : bruit de fond naturel, rémanence des dépôts anciens, retombées des essais nucléaires atmosphériques (137Cs, 90Sr, transuraniens, tritium et carbone 14) et de la catastrophe de Tchernobyl (137Cs).